# Óscar Valdés Dancuart
Óscar Eduardo Valdés Dancuart (San Isidro, 3 de abril de 1949), es un empresario, militar en retiro y político peruano. Se desempeñó como presidente del Consejo de Ministros y como ministro del Interior durante el gobierno de Ollanta Humala.

## Biografía
Óscar Valdés nació en el distrito de San Isidro, ubicado en la ciudad de Lima, el 3 de abril de 1949.
Realizó sus estudios primarios y secundarios en el Colegio Nacional Melitón Carvajal del distrito de Lince. Luego ingresó en marzo del año 1968 a la Escuela Militar de Chorrillos, egresando en 1972 y luego fue instructor. Aquí estuvo laborando como docente y entre sus alumnos se encontraba Ollanta Humala, militar que luego asumiría como presidente de la república.
Trabajó en el Ejército Peruano hasta el año 1991, donde luego pidió ser dado de baja.
Como empresario, ejerció como presidente de la Cámara de Comercio, Industria y Producción en la provincia de Tacna. Fue también presidente de la Federación de Cámaras de Comercio del Sur FEDECAM SUR, presidente y secretario técnico de la Macro Región Sur, director de CETICOS en Tacna, presidente de Concertación Estratégica de la Región Tacna (CONCERTA), presidente y miembro del Consejo Regional del SENATI en Tacna y en Moquegua, y gerente general de la empresa Corporación ADC S.A.C.

## Trayectoria política
Al residir en la región Tacna, Óscar Valdés incursiona en el ámbito político como candidato a la presidencia del Gobierno Regional de Tacna por el movimiento regional "Recuperemos Tacna", en las elecciones regionales del año 2010. Sin embargo, su candidatura quedó en el cuarto lugar de las preferencias.

### Ministro del Interior
El 28 de julio de 2011, Óscar Valdés fue nombrado por el presidente Ollanta Humala, quien antes había sido su alumno en la Escuela Militar de Chorrillos, como su primer titular del Ministerio del Interior en el gabinete ministerial presidido por Salomón Lerner Ghitis.
Como ministro, anunció nuevas medidas rápidas para combatir la delincuencia y la criminalidad. Asimismo, anunció reingeniería y modernización en la Policía Nacional del Perú, así como inspecciones en comisarías provinciales.
En su gestión también estuvo a cargo de la respuesta de las fuerzas del orden contra las protestas por el proyecto minero Conga que se desataron en noviembre del año 2011. Valdés se pronunció y actuó a favor del proyecto minero Conga, pese a los riesgos ambientales advertidos y la represión policial contra las protestas en Cajamarca. El resultado de su gestión contra dicho conflicto socioambiental dejó más de 20 heridos y cinco ciudadanos fallecidos, entre ellos un menor de edad. Posteriormente fue investigado cuando asumió como titular de la PCM.

### Presidente del Consejo de Ministros
El 10 de diciembre del 2011, tras la sorpresiva renuncia de Salomón Lerner Ghitis como presidente del Consejo de Ministros, el presidente Ollanta Humala designó a Óscar Valdés en reemplazo de Lerner y fue juramentado como nuevo primer ministro.
Como premier respaldó la construcción de aeropuerto regional Junín y la declaración de Uchuraccay como distrito. También realizó la entrega de 14 vehículos a los bomberos voluntarios. También fue uno de los principales actores de la captura del terrorista y narcotraficante Eleuterio Flores, alias “Camarada Artemio”.
Valdés fue criticado por los políticos y analistas de izquierda debido al cambio de ruta del gobierno de Ollanta Humala, además de su polémico reconocimiento a la economía durante el gobierno del dictador Alberto Fujimori.
Durante las conversaciones sobre el proyecto minero Conga, Valdés tuvo enfrentamientos con el entonces presidente del Gobierno Regional de Cajamarca Gregorio Santos por los conflictos sociales.
Finalmente el 23 de julio del 2012, Óscar Valdés decidió renunciar a la presidencia del Consejo de Ministros. El anunció lo dio mediante su cuenta de Twitter. Posteriormente fue reemplazado en el cargo por Juan Jiménez Mayor, quien antes ejercía como ministro de Justicia.
Tras haber dejado el cargo, Valdés se convirtió luego en crítico de Ollanta Humala, de su pareja Nadine Heredia y del gobierno humalista.

### Elecciones del 2021
Ante la segunda vuelta entre los candidatos Pedro Castillo y Keiko Fujimori durante las elecciones generales del año 2021, Óscar Valdés reapareció en el ámbito político al ser presentado por la candidata Keiko Fujimori como miembro de su equipo técnico. Su nombramiento fue cuestionado debido a su responsabilidad política en las muertes en los conflictos sociales durante su gestión como ministro.
En el año 2024, Óscar Valdés decidió afiliarse al Partido Popular Cristiano.